# Klaus-Jürgen Hedrich

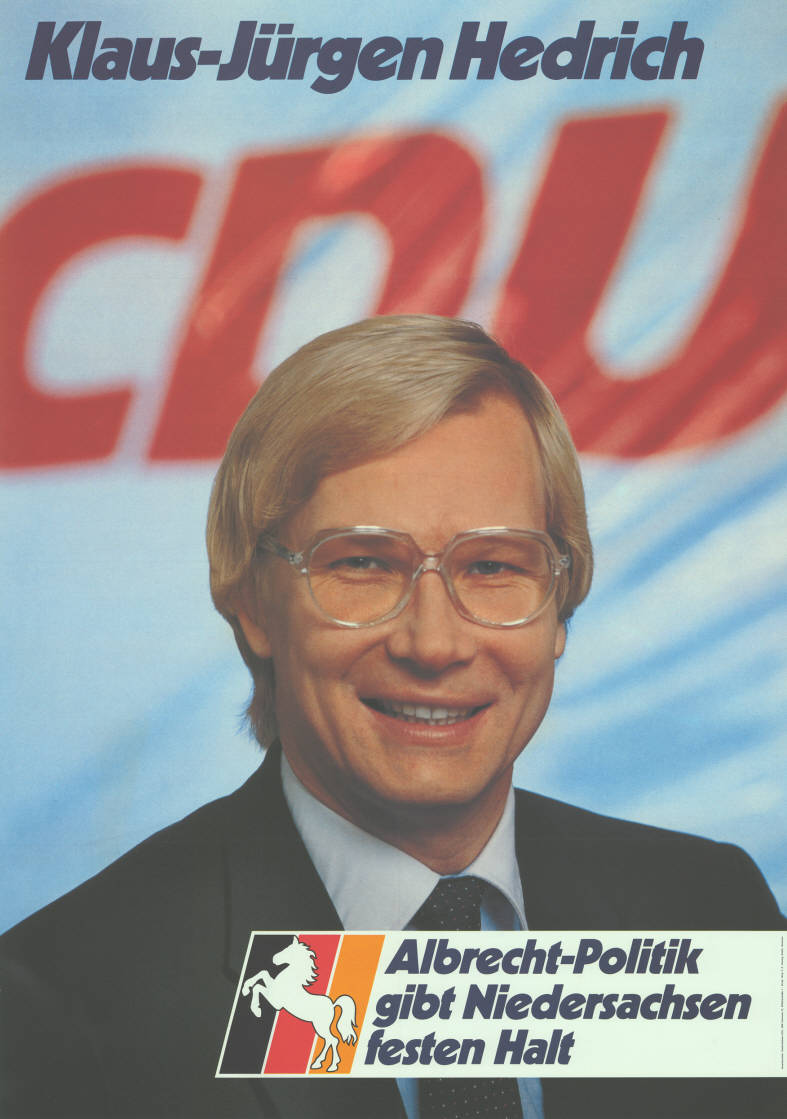
Kandidatenplakat Klaus-Jürgen Hedrichs zur Landtagswahl in Niedersachsen 1982

Klaus-Jürgen Hedrich (* 21. Dezember 1941 in Stettin; † 28. Juni 2022) war ein deutscher Politiker (CDU).
Er war von 1974 bis 1983 Mitglied des Niedersächsischen Landtages, von 1983 bis 2005 Mitglied des Deutschen Bundestages und von 1994 bis 1998 Parlamentarischer Staatssekretär beim Bundesminister für wirtschaftliche Zusammenarbeit und Entwicklung.

## Leben und Beruf
Hedrich flüchtete gegen Ende des Zweiten Weltkriegs mit seiner Familie von Stettin nach Uelzen. Nach dem Abitur am Herzog-Ernst-Gymnasium Uelzen absolvierte er ein Studium der Evangelischen Theologie und der Anglistik an der Universität Göttingen, welches er 1969 mit dem Ersten Staatsexamen beendete. Nach dem Referendariat am Ernestinum Celle und der Ablegung des Zweiten Staatsexamens für das Höhere Lehramt 1971 war er bis 1974 als Lehrer am Herzog-Ernst-Gymnasium Uelzen tätig.
Klaus-Jürgen Hedrich war verheiratet und hatte drei Kinder.

## Partei
1961 wurde er Mitglied der Jungen Union und der CDU. Er engagierte sich zunächst in der JU und war von 1963 bis 1967 stellvertretender JU-Landesvorsitzender in Hannover.
Von 1970 bis 1981 war Hedrich Vorsitzender des CDU-Kreisverbandes Uelzen und von 1981 bis 1991 des CDU-Bezirksverbandes Lüneburg. Von 1978 bis 1990 gehörte er außerdem dem Landesvorstand der CDU in Niedersachsen an.

## Abgeordneter
Hedrich war von 1972 bis 2006 Mitglied des Kreistages des Landkreises Uelzen und dort von 1976 bis 1986 Vorsitzender der CDU-Fraktion. Von 1974 bis 1983 gehörte er dem Niedersächsischen Landtag an.
Von 1983 bis 2005 war er Mitglied des Deutschen Bundestages. Hier war er von 1998 bis 2002 entwicklungspolitischer Sprecher der CDU/CSU-Bundestagsfraktion und von 2003 bis 2005 Vorsitzender der Deutsch-ASEAN-Parlamentariergruppe.
Hedrich ist bei den Bundestagswahlen 1998 und 2002 über die Landesliste Niedersachsen und davor stets als direkt gewählter Abgeordneter des Wahlkreises Celle – Uelzen in den Bundestag eingezogen.
Von 2002 bis 2005 war er Mitglied der Parlamentarischen Versammlung des Europarates und der Westeuropäischen Union.

## Öffentliche Ämter
Am 17. November 1994 wurde Hedrich als Parlamentarischer Staatssekretär beim Bundesminister für wirtschaftliche Zusammenarbeit und Entwicklung in die von Bundeskanzler Helmut Kohl geführte Bundesregierung (Kabinett Kohl V) berufen. Nach der Bundestagswahl 1998 schied er am 26. Oktober 1998 aus dem Amt. 

## Mitgliedschaften
Hedrich war von 1985 bis 2020 stellvertretender Vorsitzender der humanitären Hilfsorganisation Help – Hilfe zur Selbsthilfe. Nach der Gründung des Deutsch-Turkmenischen Forums am 25. März 2009 war er erster Präsident dieses Vereins.